# Harry York
Harold York (* 16. April 1974 in Ponoka, Alberta) ist ein ehemaliger kanadischer Eishockeyspieler, der während seiner aktiven Karriere unter anderem für die St. Louis Blues, New York Rangers, Pittsburgh Penguins und Vancouver Canucks in der National Hockey League gespielt hat.

## Karriere
Harry York spielte während seiner Juniorenzeit von 1992 bis 1994 für die Bonnyville Pontiacs in der Alberta Junior Hockey League und anschließend eine Saison bei den Fort McMurray Oil Barons. 1995 wurde er als Most Valuable Player der Alberta Junior Hockey League ausgezeichnet, nachdem er in 54 Spielen der Saison 1994/95 insgesamt 109 Scorerpunkte erzielt hatte. Im Sommer 1995 spielte er Inlinehockey bei den Chicago Cheetahs in der Roller Hockey International. Anschließend unterschrieb er einen Vertrag bei den Nashville Knights in der East Coast Hockey League, bei denen er in 64 Partien auf dem Eis stand und 83 Punkte verbuchte. In der gleichen Saison spielte York auch für die Atlanta Knights in der International Hockey League und Worcester IceCats in der American Hockey League. Am 1. Mai 1996 unterzeichnete er als Free Agent einen Vertrag bei den St. Louis Blues.
In der Saison 1996/97 war er als Stammspieler im NHL-Kader der Blues gesetzt und kam zu 79 NHL-Spielen und erzielte 32 Punkte. Auch die folgende Spielzeit begann er in St. Louis, doch blieb er deutlich hinter seinen Vorjahreswerten zurück und wurde am 24. März 1998 im Tausch für Mike Eastwood zu den New York Rangers transferiert. Nach lediglich sieben punktlosen Spielen wurde er im November 1998 gemeinsam mit dem Russen Alexei Kowaljow an die Pittsburgh Penguins abgegeben. Im Gegenzug wechselten Petr Nedvěd, Chris Tamer und Sean Pronger nach New York. Wenige Tage später wurde er von den Penguins auf die Waiver-Liste gesetzt und von den Vancouver Canucks ausgewählt. In Vancouver kam der Linksschütze in den Spielzeiten 1998/99 und 1999/2000 regelmäßig zum Einsatz und erzielte in 103 Spielen 33 Punkte. Die Saison 1999/2000 schloss York mit einer Partie bei den Syracuse Crunch in der AHL ab und beendete zum Saisonende seine aktive Karriere.

## Erfolge und Auszeichnungen
- 1995 AJHL Most Valuable Player
- 1995 AJHL Leading Scorer
- 1996 NHL-Rookie des Monats November